# Bouzov
Bouzov (hanácky Bózov, německy Busau) je obec ležící v okrese Olomouc. Žije zde přibližně 1 500 obyvatel. Jeho katastrální území má rozlohu 4231 ha. V obci se nachází hrad Bouzov.

## Název
Jméno vsi vychází z osobního jména Búz, varianty jména Bud, což byly domácké podoby některého jména obsahujícího -bud- (jako Budislav, Budiměr, Techobud). Prvotní význam místního jména byl „Búzův majetek“., 

## Historie
První písemná zmínka o obci pochází z roku 1317.
V místním pivovaře (patřícímu v té době Řádu německých rytířů) se na č. 21 narodil sládkovi Ernstu Czechovi 10. dubna 1799 syn Wenzl Franz, který se také vyučil sládkem a později pracoval jako sládek v pivovaře Řádu německých rytířů v Horní Dlouhé Loučce (na sovineckém panství). Tam se mu na č. 39 narodil 17. října 1862 syn Emil Czech, pozdější akademický malíř.
Ve 30. letech 20. století navrhl pro Bouzov obecnou a měšťanskou školu slavný architekt Bohuslav Fuchs.

## Obyvatelstvo

### Struktura
Vývoj počtu obyvatel za celou obec i za jeho jednotlivé části uvádí tabulka níže, ve které se zobrazuje i příslušnost jednotlivých částí k obci či následné odtržení.
| Místní části   | Místní části | 1869 | 1880 | 1890 | 1900 | 1910 | 1921 | 1930 | 1950 | 1961 | 1970 | 1980 | 1991 | 2001 | 2011 |
| -------------- | ------------ | ---- | ---- | ---- | ---- | ---- | ---- | ---- | ---- | ---- | ---- | ---- | ---- | ---- | ---- |
| Počet obyvatel | část Bouzov  | 3255 | 3129 | 3054 | 3070 | 3030 | 2847 | 2700 | 1953 | 2030 | 1810 | 1621 | 1474 | 1476 | 1501 |
| Počet domů     | část Bouzov  | 443  | 461  | 478  | 488  | 505  | 515  | 549  | 579  | 529  | 507  | 456  | 538  | 566  | 593  |

## Pamětihodnosti
- Hrad Bouzov
- kostel svatého Gottharda
- kostel svaté Maří Magdalény

## Fotogalerie

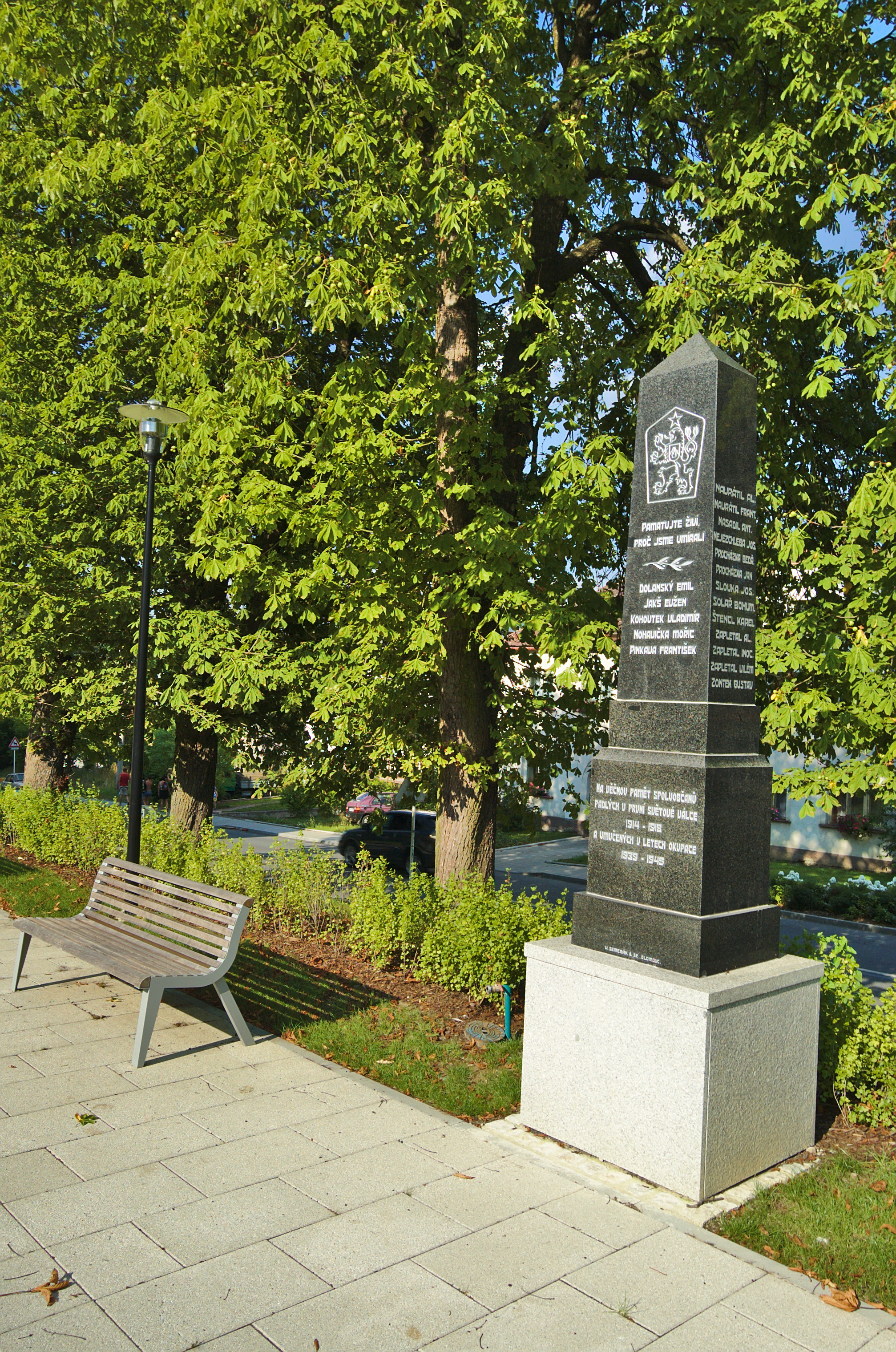
Památník obětem světových válek na návsi
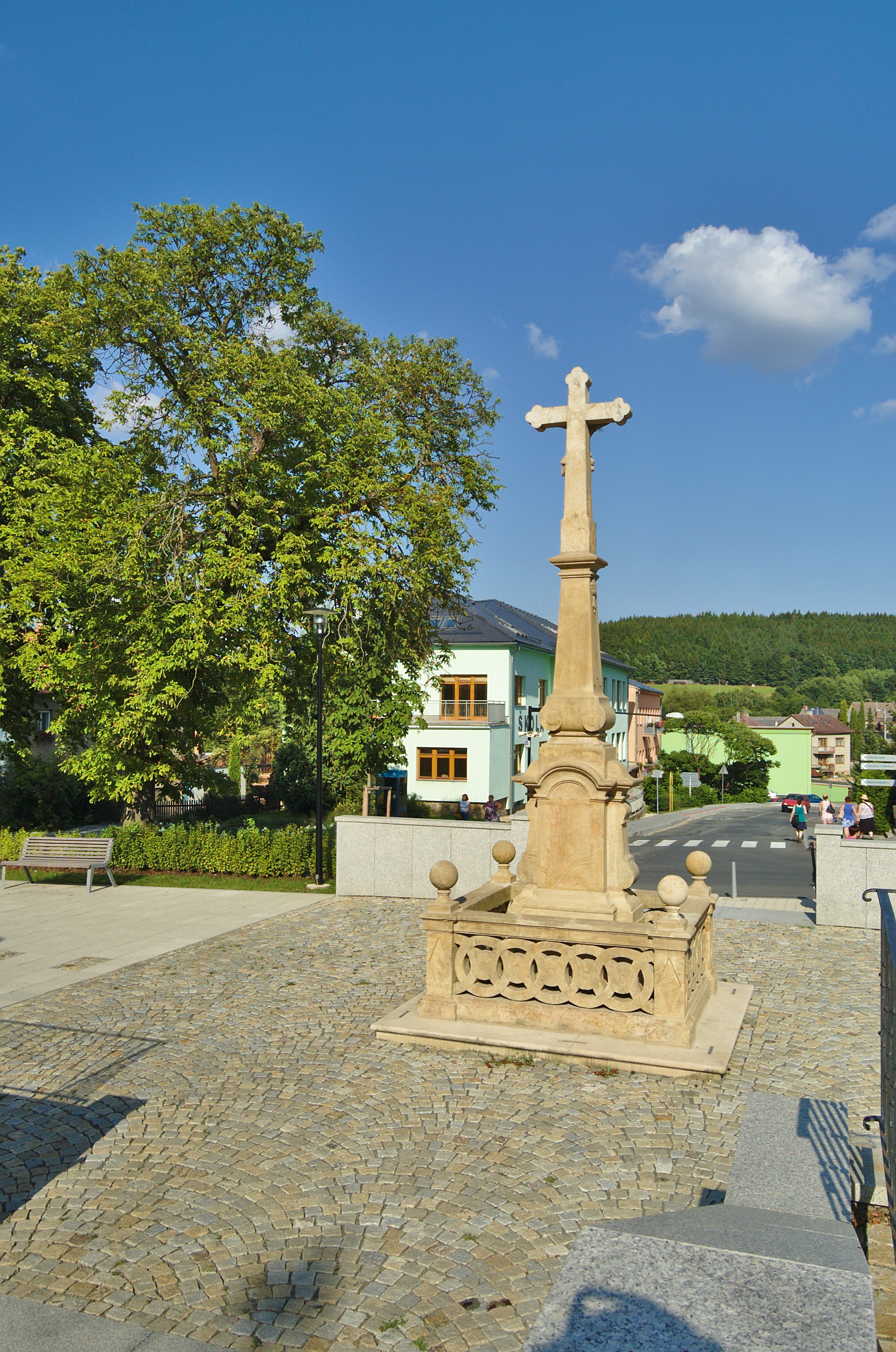
Kříž na návsi
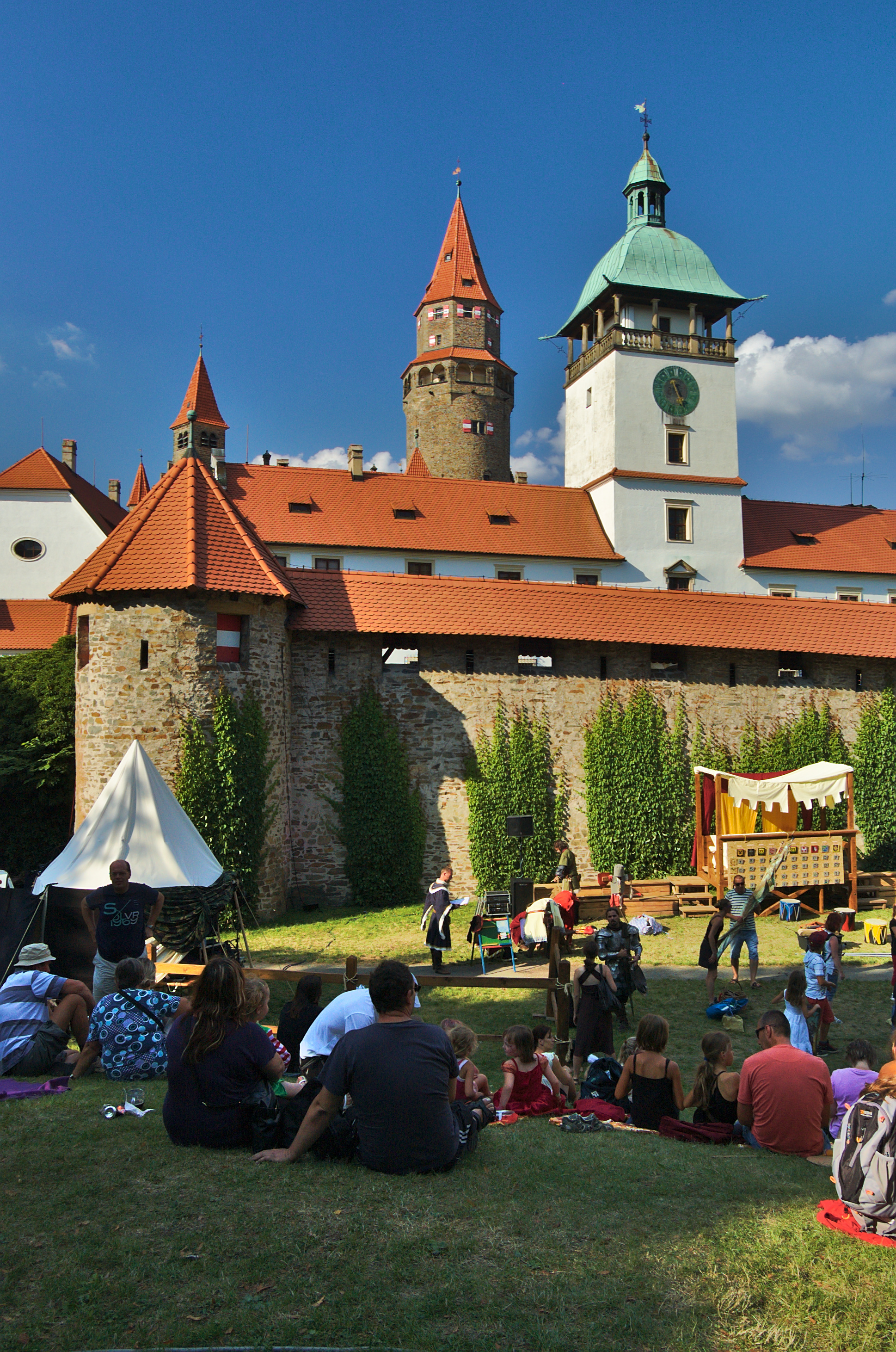
Hrad Bouzov
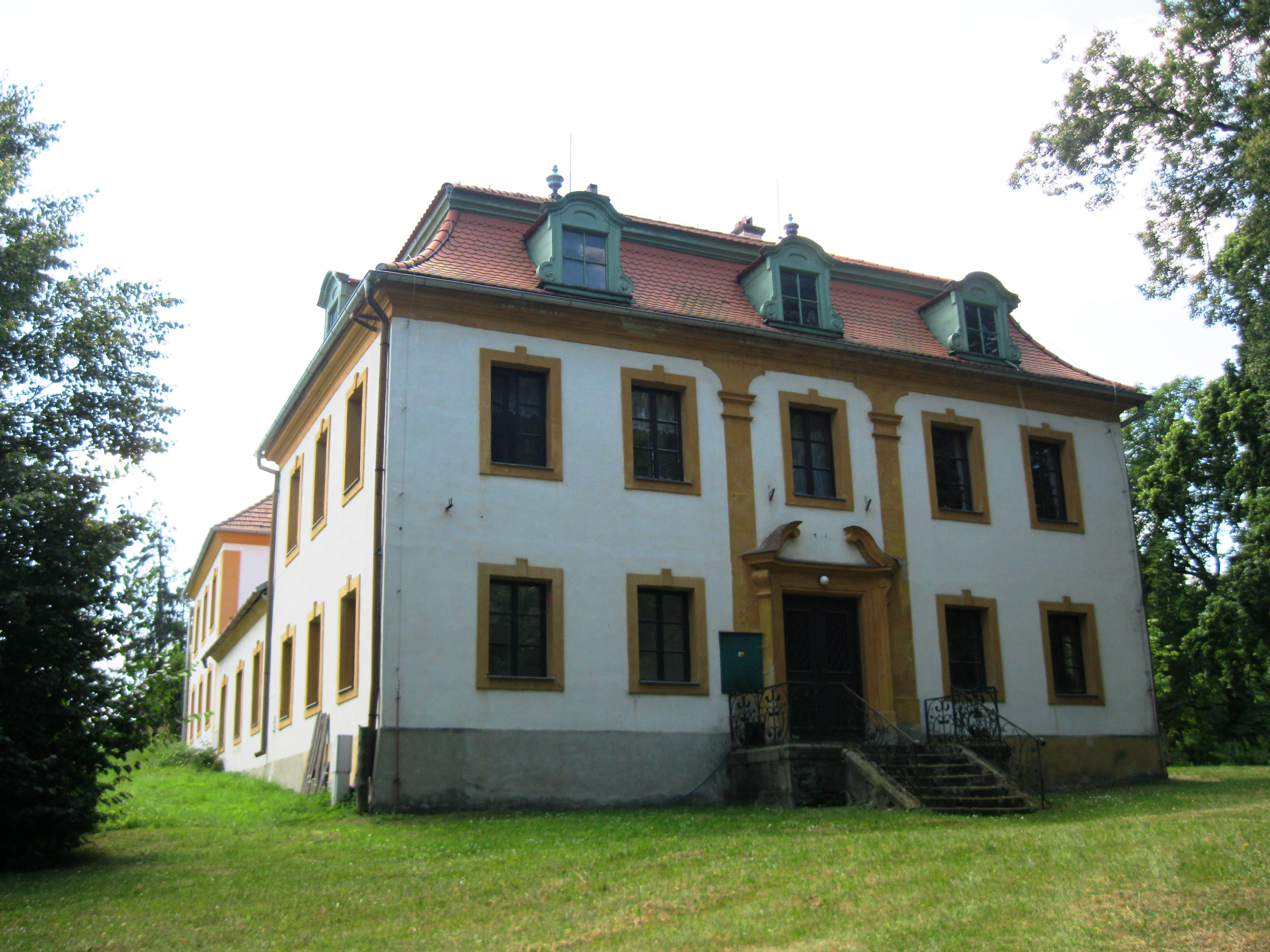
Myslivna Jägerhaus
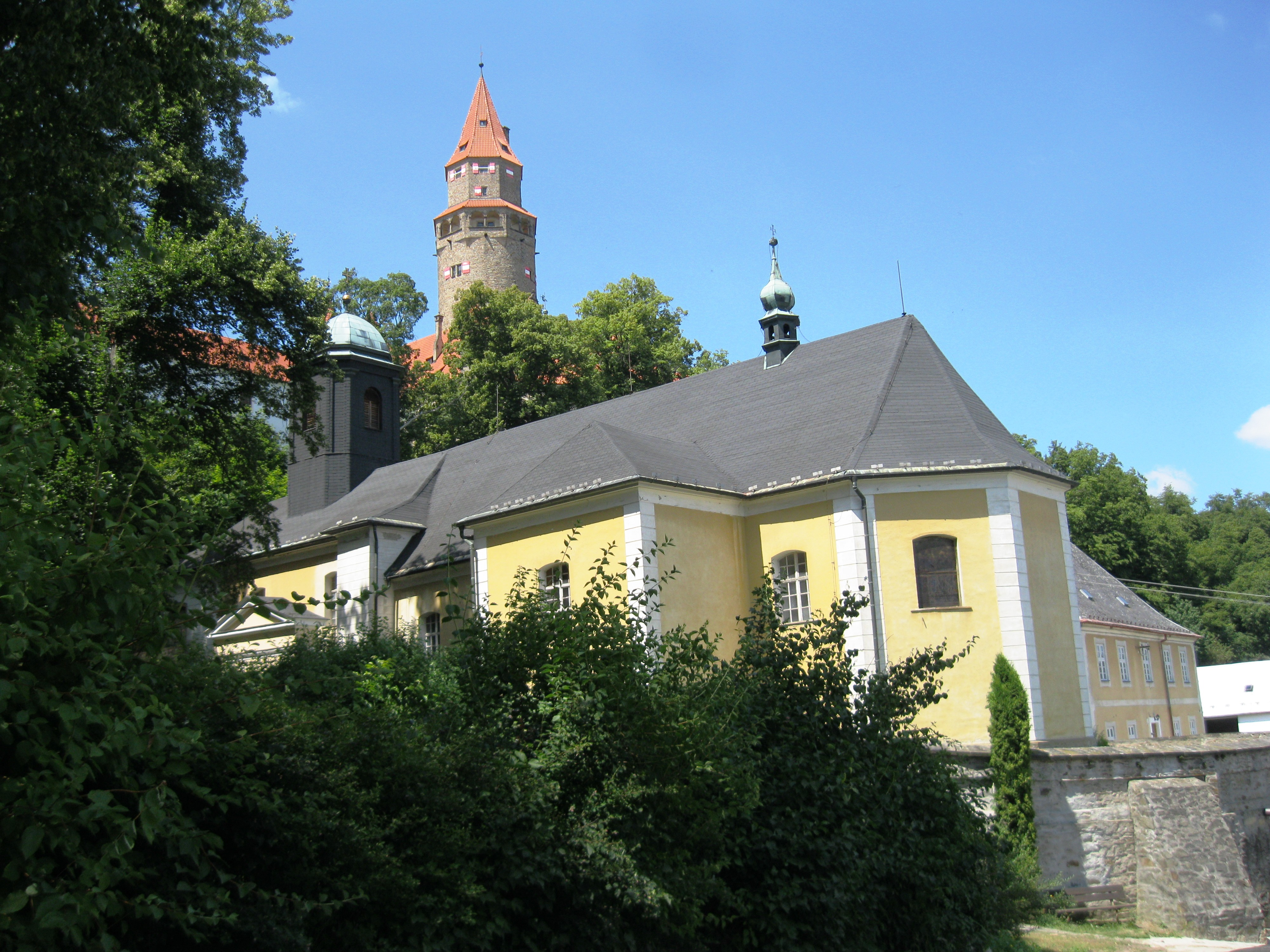
Kostel sv. Gottharda
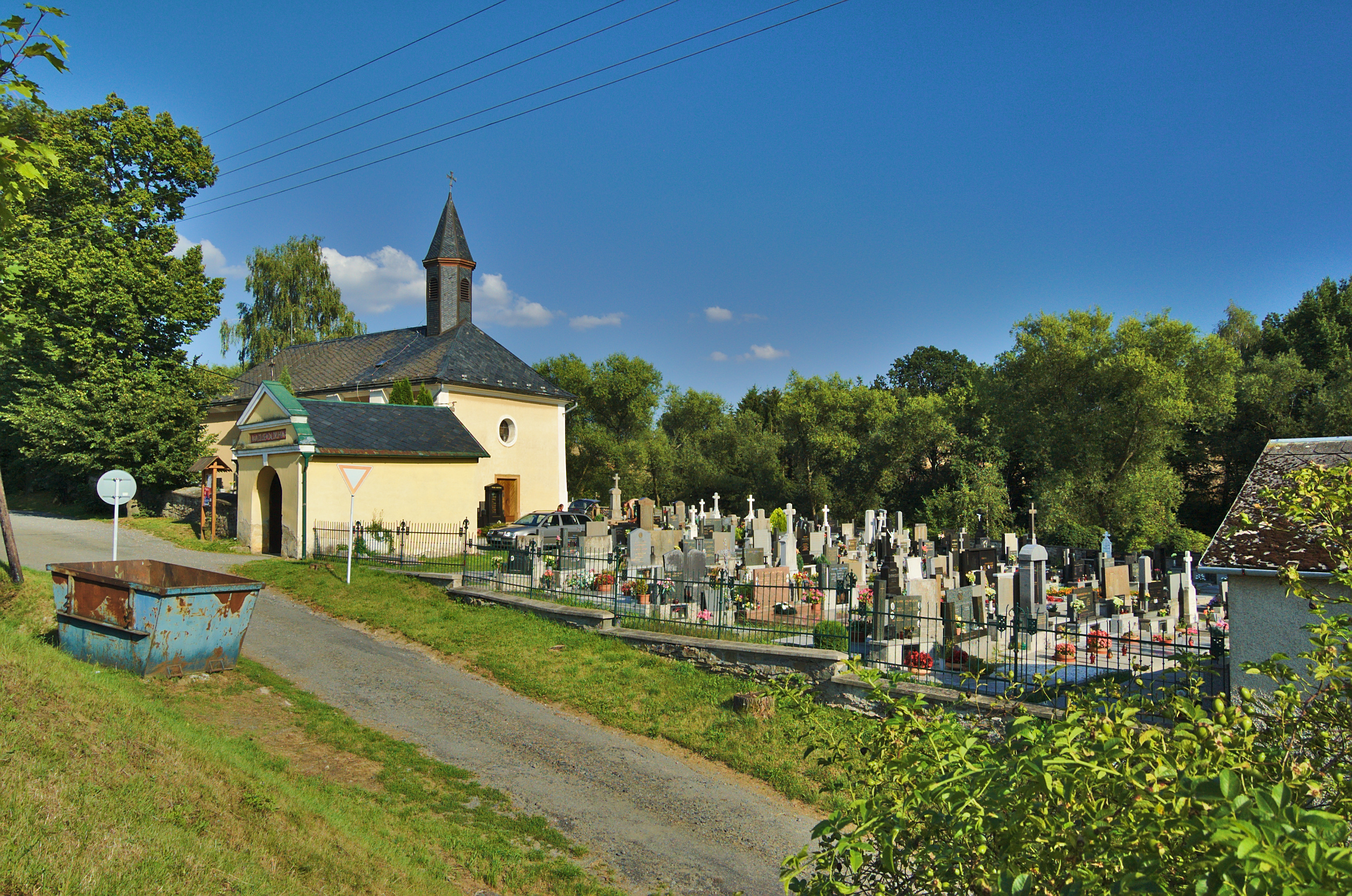
Kostel svaté Maří Magdalény